# Xylotoles costatus
Xylotoles costatus là một loài bọ cánh cứng thuộc họ Cerambycidae. Nó là loài đặc hữu của New Zealand. While thought to be extinct from 1986 up until 1996, ở đó nó was found again trên đảo Chathams; the species is now considered a Lazarus taxon.